# Abdelrahman Shousha
Abdelrahman Shousha (* 9. Dezember 2001) ist ein österreichischer Fußballspieler.

## Karriere
Shousha begann seine Karriere beim SR Donaufeld Wien. Zur Saison 2011/12 wechselte er in die Jugend des SK Rapid Wien. Zur Saison 2012/13 schloss er sich der Jugend des FK Austria Wien an. Nach einem halben Jahr bei der Austria wechselte er im Jänner 2013 zum Floridsdorfer AC. Zur Saison 2017/18 wechselte er zur ISS Admira. Im September 2017 gab er gegen den ASK Elektra Wien sein Debüt in der Wiener Stadtliga. Dies blieb sein einziger Einsatz in der Saison 2017/18 für den inzwischen Mauerwerk Sport Admira genannten Verein.
In der Winterpause der Saison 2018/19 rückte er in den Kader der ersten Mannschaft des derweil erneut umbenannten FV Wien Floridsdorf. Bis Saisonende kam er zu 15 Einsätzen in der vierthöchsten Spielklasse, aus der er mit den Floridsdorfern jedoch absteigen musste.
Daraufhin kehrte er zur Saison 2019/20 zum FAC zurück, für dessen fünftklassige Amateure er zum Einsatz kommen sollte. Im Juni 2020 debütierte er für die Profis der Wiener in der 2. Liga, als er am 20. Spieltag der Saison 2019/20 gegen den SK Vorwärts Steyr in der Startelf stand. Nach zehn Zweitligaeinsätzen für den FAC wechselte er im Februar 2021 zum Regionalligisten FC Mauerwerk.